# Croton alagoensis
Espèce
Croton alagoensis est une espèce de plantes à fleurs du genre Croton et de la famille des Euphorbiaceae, originaire  du Brésil (Alagoas).
Il a pour synonyme :
- Oxydectes alagoensis, (Müll.Arg.) Kuntze